# Lauren Clinton
Lauren Clinton (9 de setembro de 1993) é uma atriz estadunidense conhecida pelo seu papel no filme Ponte para Terabítia como Janice Avery. 

## Filmografia

### Música
- Live.Love.Dream (2004)
- Time Is Running Out (2004)

### Curtas metragens
- Sun Valley (2003) - Liitle Becky
- Float On (2004) - Little Maggie
- Stop That Cycle (2004) - Featured
- Jumper (2004) - Young Alice
- The Stylist (2004) - Milan Hyatt
- Rendezvous  (2005) - Tanya
- L-I-C-K-S-K-I-L-L-E-T (2006) - Jacquenetta Francis III
- Captain C- Blocker (2006) - Young Henrietta

### Longas Metragens
- The Children's Hour (2006) - Jenny MacDonald
- Ponte para Terabítia (2007) - Janice Avery